# Höllbach (Felberbach)
Der Höllbach ist ein gut ein Kilometer langer Bach im Gebiet der Marktgemeinde Gratkorn im Bezirk Graz-Umgebung in der Steiermark. Er entspringt und durchfließt den nordöstlichen Teil des Gratkorner Beckens, ehe er nördlich des Ortsgebietes von Gratkorn von links kommend in den Felberbach mündet.

## Verlauf
Der Höllbach entsteht in einem Waldgebiet, in einer Vertiefung am südlichen Hang des Weißeggs auf etwa 448 m ü. A. rund 120 Meter nordwestlich der Dornersiedlung.
Der Bach fließt anfangs in einem flachen Linksbogen um einen nach Süden streichenden Ausläufer des Weißeggs herum insgesamt nach Südwesten. Nach etwa 300 Meter verlässt der Höllbach den Wald und erreicht das am Raiffeisenweg gelegene Siedlungsgebiet. Nach weiteren 200 Metern mündet direkt östlich des Raiffeisenweges der von rechts kommende Raiffeisenwegbach in den Höllbach. Danach schwenkt der Höllbach auf einen geraden Lauf nach Südwesten und folgt dabei den Verlauf des Raiffeisenweges. Ungefähr nach 230 Metern quert der Höllbach den Raiffeisenweg und biegt auf einen Westsüdwestlauf ein, auf dem der Bach auch bis zu seiner Mündung bleibt. Der Höllbach mündet nach gut 1 Kilometer langem Lauf mit einem mittleren Sohlgefälle von rund 51 ‰ etwa 51 Höhenmeter unterhalb seines Ursprungs rund 100 Meter nördlich des Talübergangs St. Stefan der Pyhrn Autobahn (A 9) in den Felberbach.
Auf seinem Lauf nimmt der Höllbach mit dem Raiffeisenwegbach einen anderen Wasserlauf auf.
Der Höllbach bildet ab dem Raiffeisenweg die Grenze zwischen den beiden Katastralgemeinden Freßnitz und Kirchenviertel.